# Opération Roi Dragon
 (mai 2024).
L'opération Roi Dragon (birman : နဂါးမင်း စစ်ဆင်ရေး), officiellement connue sous le nom d'Opération Nagamin en anglais, est une opération militaire menée en 1978 par la Tatmadaw et les agents de l'immigration (en) dans le nord de l'Arakan, en Birmanie (actuel État de Rakhine), pendant le règne socialiste de Ne Win.

## Contexte
Le peuple rohingya est une minorité ethnique vivant dans le nord de l'Arakan, en Birmanie, qui subit des persécutions historiques de la part du gouvernement birman et de la majorité bouddhiste,,. Après que le général Ne Win et son Parti du programme socialiste birman (BSPP) aient pris le pouvoir lors d'un coup d'État en 1962, le gouvernement dissout systématiquement les organisations politiques et sociales rohingyas. La fin de la guerre de libération au Bangladesh voisin renforce les craintes du gouvernement birman de voir des "envahisseurs étrangers" infiltrer son pays. Ainsi, en 1977, le gouvernement commence ses préparatifs pour l'opération Roi Dragon, qui débute au début de l'année suivante.

## Opération
Le but officiel de l'opération Dragon King est d'enregistrer les citoyens du nord de l'Arakan et d'expulser les soi-disant "étrangers" de la région avant un recensement national. Les agents de l'immigration et les militaires mènent l'opération ensemble, ces derniers étant accusés par les réfugiés rohingyas d'avoir expulsé de force des villageois par le biais d'intimidations, de viols et de meurtres.
L'opération débute le 6 février 1978, dans le village de Sakkipara, dans le district de Sittwe, où des rafles massives de civils ont lieu. En l'espace de plus de trois mois, environ 200 000 à 250 000 réfugiés, pour la plupart des musulmans rohingyas, fuient vers le Bangladesh. Le gouvernement birman estime que 150 000 personnes ont fui pendant l'opération et proclame que l'exode massif signifie que les rohingyas sont en fait des "immigrants illégaux". Le Comité international de la Croix-Rouge (CICR) et le gouvernement du Bangladesh fournissent des secours d'urgence aux réfugiés, mais sont dépassés par l'ampleur de la crise humanitaire. Le Bangladesh demande l'aide des Nations unies et une mission de secours du Haut Commissariat des Nations unies pour les réfugiés est envoyée dans la région.
Le 31 juillet 1978, les gouvernements de Birmanie et du Bangladesh concluent un accord concernant le rapatriement des réfugiés rohingyas, et 180 000 personnes retournent en Birmanie à la suite de cet accord.